# メープルリバー郡区 (アイオワ州キャロル郡)
メープルリバー郡区は、アメリカ合衆国、アイオワ州、キャロル郡にある16の郡区の一つである。2000年の国勢調査で、人口は510人だった。

## 地理
メープルリバー郡区は、85.3平方キロメートル（32.95平方マイル)で、組み込まれている自治体(incorporated settlements)はない。アメリカ地質調査所によると、この郡区はSaint Francisの1つの霊園が含まれる。